# Nacholapithecus
 Nacholapithecus  ist eine ausgestorbene Gattung der Primaten, die vor rund 15 Millionen Jahren während des mittleren Miozäns in Kenia vorkam. Die Zuordnung der Gattung zu einer bestimmten Familie innerhalb der Überfamilie der Menschenartigen wurde in der Erstbeschreibung als „unsicher“ („incertae sedis“) bezeichnet.

## Namensgebung
Die Bezeichnung der Gattung wurde 1999 abgeleitet vom Fundort beim Dorf Nachola im Gebiet des heutigen Samburu County in Kenia sowie vom griechischen Wort πίθηκος (altgriechisch ausgesprochen píthēkos: „Affe“). Das Epitheton der Typusart und bislang einzigen wissenschaftlich beschriebenen Art der Gattung, Nacholapithecus kerioi, ehrt einen verstorbenen Dorfvorsteher (Chief) von Nachola namens Kerio. Nacholapithecus kerioi bedeutet somit sinngemäß „Kerios Affe aus Nachola“.
Die Funde aus der seit 1982 untersuchten Fossilienlagerstätte bei Nachola waren zuvor zur Gattung Kenyapithecus gestellt worden. Sie unterscheiden sich jedoch laut Erstbeschreibung von Nacholapithecus so sehr von Kenyapithecus wickeri und Kenyapithecus africanus, dass sie nicht bloß einer zusätzlich definierten Art, sondern auch einer neu eingeführten Gattung zugeordnet werden könnten.

## Erstbeschreibung
Als Holotypus der Gattung und zugleich der Typusart Nacholapithecus kerioi wurde in der Erstbeschreibung durch eine Gruppe japanischer Forscher ein teilweise erhaltenes Skelett (Archiv-Nummer KNM-BG 35250) benannt, bestehend aus Oberkiefer und Unterkiefer, den meisten Elementen der Wirbelsäule sowie zahlreichen Knochen der Vorder- und Hinterbeine. Die Vielzahl der zusammengehörigen Fossilien ermöglichte eine – im Vergleich mit anderen, ähnlich alten Fossilien – recht zuverlässige Rekonstruktion der Größe und weiterer Merkmale von Nacholapithecus kerioi. In der ungewöhnlich kurzen, nur zwei Druckseiten umfassenden Erstbeschreibung beschränkten sich die Autoren allerdings auf die Aussage, bei dem aus der Aka-Aiteputh-Formation geborgenen Individuum habe es sich um ein großes Tier mit ausgeprägtem Sexualdimorphismus gehandelt, vergleichbar mit einem Steppenpavian. Einige Merkmale der Zähne von Ober- und Unterkiefer wurden benannt, jedoch nicht gegen andere Gattungen abgegrenzt. Die einzige Aussage zu den Knochen unterhalb des Kopfes lautete: „forelimb appreciably longer than hindlimb“ (Vorderbein beträchtlich länger als Hinterbein).

## Merkmale
Erst 2003 und 2004 wurden ausführlichere Beschreibungen der Knochenfunde publiziert. Demnach handelt es sich bei dem Typusexemplar ausweislich der großen Eckzähne um die Fossilien eines Männchen. Seine Lendenwirbelsäule ähnelt derjenigen der Gattung Proconsul und zeige keine Merkmale, die auf eine für Menschenaffen typische suspensorische Lokomotion schließen lassen. Ferner wurden Ähnlichkeiten im Bau der Kiefer und der Bezahnung mit Kenyapithecus und Morotopithecus erwähnt.
Auffällige Unterschiede im Vergleich mit den bereits erwähnten, annähernd gleich alten Gattungen zeichnen die Arme und besonders die Hände von Nacholapithecus kerioi aus: In Relation zu den Beinen sind sowohl die Knochen der Arme als auch die Fingerknochen sehr lang. Dies verweise auf eine spezialisierte Fortbewegungsart im Geäst von Bäumen hin, die in vergleichbarer Form weder bei Proconsul heseloni und Proconsul nyanzae noch bei heute lebenden, baumbewohnenden Affen bekannt ist. Den Analysen zufolge erleichtere dieser Bau der Arme zwar das stammumfassende Besteigen von Bäumen, wirke sich aber nachteilig auf die Stabilität der Wirbelsäule aus; es müsse folglich einen speziellen Selektionsdruck gegeben haben, der diese ungewöhnliche Konstruktion förderte.
Auch im Bau der Beine spiegelt sich die vermutete, auf das Emporklettern spezialisierte Lebensweise wider. In einer Studie kamen die Autoren zu dem Schluss, dass Nacholapithecus kerioi sich relativ langsam fortbewegt hat und – ausweislich der Morphologie seiner Greiffüße – seltener als andere miozäne Primaten pronograd (horizontal auf allen vier Extremitäten) aktiv war.

## Stammesgeschichtliche Einordnung
Die stammesgeschichtliche Einordnung von Nacholapithecus ist ungeklärt; nicht zuletzt deshalb weil zwar von Nacholapithecus kerioi ein fast vollständiges Skelett überliefert ist, von anderen Arten aus der gleichen erdgeschichtlichen Epoche blieben jedoch meist nur Teilskelette erhalten. Die ungewöhnlich knapp begründete Wegnahme der Nachola-Funde von der Gattung Kenyapithecus erfolgte 1999 wenige Tage bevor im Zusammenhang mit der Erstbeschreibung von Equatorius eine Revision der Benennung miozäner Primaten aus Afrika vorgeschlagen wurde. Diese Neuordnung bezog die bis dahin zu Kenyapithecus africanus gestellten Fossilien in die Gattung Equatorius ein und schlug vor, auch die Nachola-Funde in Equatorius einzubeziehen.
Die 2009 vorgeschlagene Zuordnung der Gattung Nacholapithecus zur Familie der Proconsulidae wurde ein Jahr später in der Erstbeschreibung von Saadanius zwar aufgegriffen, hat aber keine dauerhafte Beachtung gefunden. Nach anderer Lesart gehören Nacholapithecus und Equatorius in der Familie der Menschenaffen (Hominidae) zur ausgestorbenen Unterfamilie Afropithecinae.

## Belege
1. 1 2 3   Hidemi Ishida, Yutaka Kunimatsu, Masato Nakatsukasa und Yoshihiko Nakano: New Hominoid Genus from the Middle Miocene of Nachola, Kenya. In: Anthropological Science. Band 107, Nr. 2, 1999, S. 189–191, doi:10.1537/ase.107.189, Volltext (PDF)
2. ↑  Hidemi Ishida, Yutaka Kunimatsu, Tomo Takano, Yoshihiko Nakano, und Masato Nakatsukasa: Nacholapithecus skeleton from the Middle Miocene of Kenya. In: Journal of Human Evolution. Band 46, Nr. 1, 2004, S. 69–103, doi:10.1016/j.jhevol.2003.10.001.
3. ↑  Marta Pina et al.: New femoral remains of Nacholapithecus kerioi: Implications for intraspecific variation and Miocene hominoid evolution. In: Journal of Human Evolution. Band 155, 2021, 102982, doi:10.1016/j.jhevol.2021.102982.
4. ↑  Masato Nakatsukasa, Yutaka Kunimatsu, Yoshihiko Nakano, Tomo Takano und Hidemi Ishida: Comparative and functional anatomy of phalanges in Nacholapithecus kerioi, a Middle Miocene hominoid from northern Kenya. In: Primates. Band 44, Nr. 4, 2003, S. 371–412, doi:10.1007/s10329-003-0051-y
5. ↑  Masato Nakatsukasa, Yutaka Kunimatsu et al.: Hind limb of the Nacholapithecus kerioi holotype and implications for its positional behavior. In: Anthropological Science. Band 120, Nr. 3, 2012, S. 235–250, doi:10.1537/ase.120731, Volltext (PDF).
6. ↑  Steve Ward, Barbara Brown, Andrew Hill, Jay Kelley und Will Downs: Equatorius: A New Hominoid Genus from the Middle Miocene of Kenya. In: Science. Band 285, Nr. Nr. 5432, 1999, S. 1382–1386, doi:10.1126/science.285.5432.1382
7. ↑  Masato Nakatsukasa und Yutaka Kunimatsu: Nacholapithecus and its importance for understanding hominoid evolution. In: Evolutionary Anthropology. Band 18, Nr. 3, 2009, S. 103–119, doi:10.1002/evan.20208
8. ↑  Steven C. Ward, Dana L. Duren: Middle and late Miocene African hominoids . In: Walter Carl Hartwig: The Primate Fossil Record. Cambridge University Press, New York 2002, S. 388, ISBN 0-521-66315-6